# اشتفان ماتلاک
اشتفان ماتلاک (اسلواکی: Štefan Matlák; ۶ فوریهٔ ۱۹۳۴ – ۱۲ آوریل ۲۰۰۳) بازیکن فوتبال اهل چکسلواکی بود.